# Edmond Chapuis
Pour les articles homonymes, voir Chapuis.
Edmond Chapuis est un homme politique français né le 15 décembre 1855 à Lons-le-Saunier (Jura) et décédé le 18 décembre 1915 à Lons-le-Saunier.
Chirurgien à l'hôpital de Lons-le-Saunier, il est maire, conseiller général et député du Jura de 1906 à 1915, inscrit au groupe de la Gauche radicale. 

## Sources
- « Edmond Chapuis », dans le Dictionnaire des parlementaires français (1889-1940), sous la direction de Jean Jolly, PUF, 1960 [détail de l’édition]